# 도디 스미스
도디 스미스(영어: Dodie Smith, 1896년 5월3일 - 1990년 11월24일)는 영국 출신의 여성 작가이다.

## 경력
1896년 5월 3일 랭커셔주의 화이트 필드에서 태어났다.
1914년에 세인트 폴 여자 학원을 졸업했다. 여배우, 사업가, 극작가로 활약 한 후 1938년부터 1952년까지 미국으로 건너가 아동 문학 작품과 헐리우드 영화의 각본 등을 다룬다. 또한 자신의 소설을 다수 영화화 한 것도 있고, 월트 디즈니 프로덕션이 제작한 애니메이션 영화 '101마리 강아지'가 알려져있다.
1990년 11월 24일 에식스주 현 어틀스포드시에서 사망. 향년 94세.